# 甘尼夫卡 (科列茨區)
50°39′17″N 27°3′18″E / 50.65472°N 27.05500°E
甘尼夫卡（烏克蘭語：Ганнівка），是烏克蘭西北部的村莊，隸屬里夫內州的里夫內區。該村始建於1629年，面積1.12平方公里，2001年人口321，人口密度每平方公里287.6人。